# 알록제비꽃

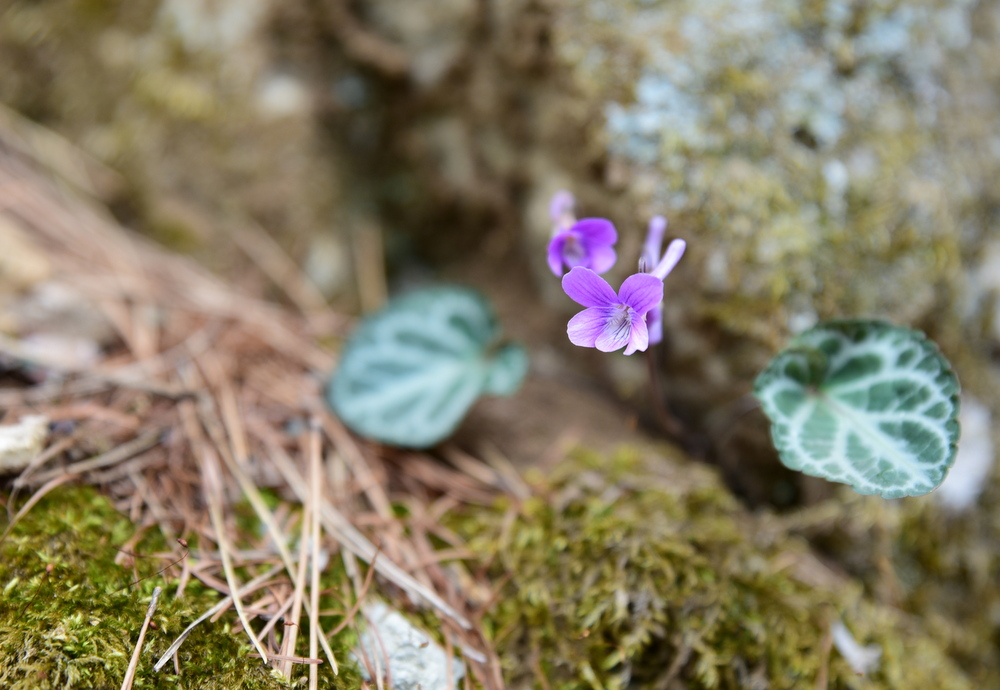
flower

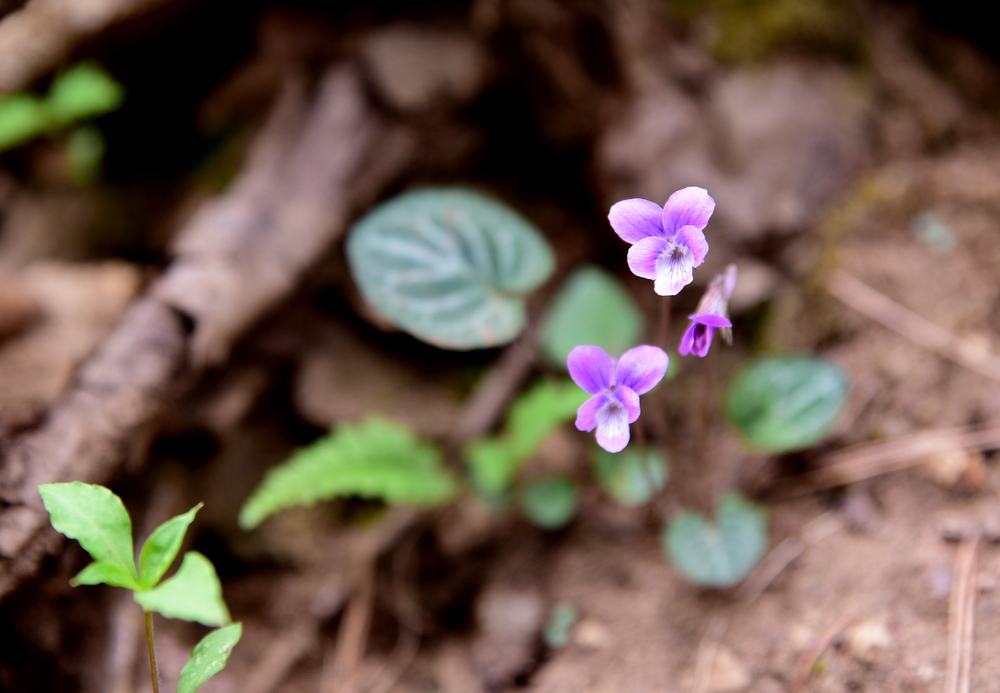
flower

알록제비꽃(학명 : Viola variegata Fisch. ex Link var. variegata)은 다른 제비꽃과 잎이 달라서 쉽게 구별할 수 있다. 사진은 영월군에 있는 감악산에서 찍었다.
제비꽃과에 속하고, 청자오랑캐, 청알록제비꽃, 알록오랑캐, 얼룩오랑캐라는 다른 이름이 있다.
여러해살이 풀로 우리나라 전국에 낮은 산에 자라며 4월 말에서 5월 초에 보라색 꽃이 핀다. 어린 잎을 살짝 데쳐 무쳐 먹는다.